# Kahlenberg (Bad Salzuflen)
Der Kahlenberg ist ein 231 m ü. NHN hoher Berg und Teil des Lipper Berglands. Er befindet sich etwa 5,4 Kilometer östlich des Bad Salzufler Stadtzentrums, im äußersten Norden des Stadtteils Retzen.
Der Berg ist Teil eines bewaldeten Höhenzuges. Nordwestlich befindet sich der Eickberg, südöstlich der Große Berg. Am Südhang befindet sich ein Hochwasserbehälter der Stadtwerke Bad Salzuflen und das Gut Volkhausen.
Über den Berg führt der von Herford kommende, 72 Kilometer lange Hansaweg bis nach Hameln.
Am Südhang befindet sich das ca. 2,5 ha große Landschaftsschutzgebiet „Siek nordwestlich Gut Volkhausen “. Es umfasst ein ca. 400 m langes Bachtal, das aus dem Waldgebiet des Kahlenbergs kommt. Westlich/südwestlich liegt das ca. 46,2 ha große Landschaftsschutzgebiet „Sudbach“.